# ORP Żbik
ORP Żbik  (Vildkatten) var en polsk ubåt. Sedan Polen invaderats av Nazityskland den 1 september 1939 och därmed förlorat sina baser, uppsökte ubåten det neutrala Sverige, där hon förvarades i Mariefred under resten av kriget.

## Historik
Den 7 september 1939 lade Żbik  ut ett minfält på 20 minor nordost om Jastarnia på Helhalvön. Ubåten patrullerade sedan i ett område nordost om Öland men fick senare problem med vatteninträngning genom dåliga tätningar. 
Då ubåtsbasen i polska Hela inte längre var tillgänglig för reparationer och vägen till England via Öresund var för lång, valde fartygschefen Michal Zebrowski att gå till Sverige för internering.
Żbik angjorde Sandhamn den 25 september och lotsades därifrån av Vedettbåten Nr 75 först i till Vaxholm, varifrån hon tillsammans med systerbåtarna ORP Sęp (Gamen) och ORP Ryś (Lokatten) senare flyttades till Mariefred i Mälaren.
En av minorna som Żbik lagt ut sänkte senare den tyska minsveparen M-85, varav 23 man omkom.
Ubåtarna överlämnades i oktober 1945 till kommunistregeringen i Polen.

## Bilder

Lägerchefen Ragnar Erfass, kommendör Michal Zebrowski och löjtnant Klenn, 1939.
Den polska besättningen på ubåten Żbik, 1939.
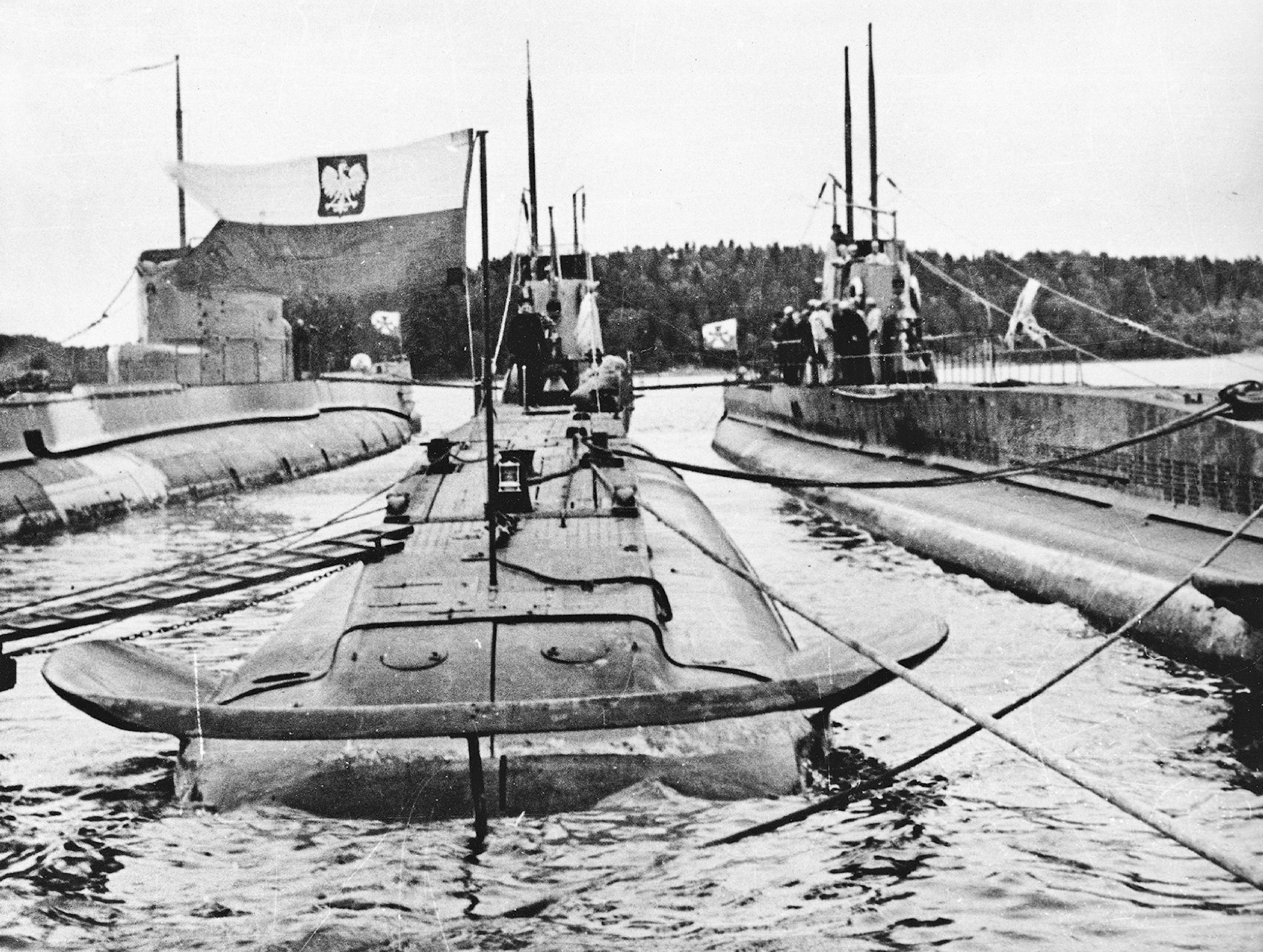
De tre polska ubåtarna vid interneringslägret Marielund utanför Mariefred, till vänster syns den hissade polska flaggan.
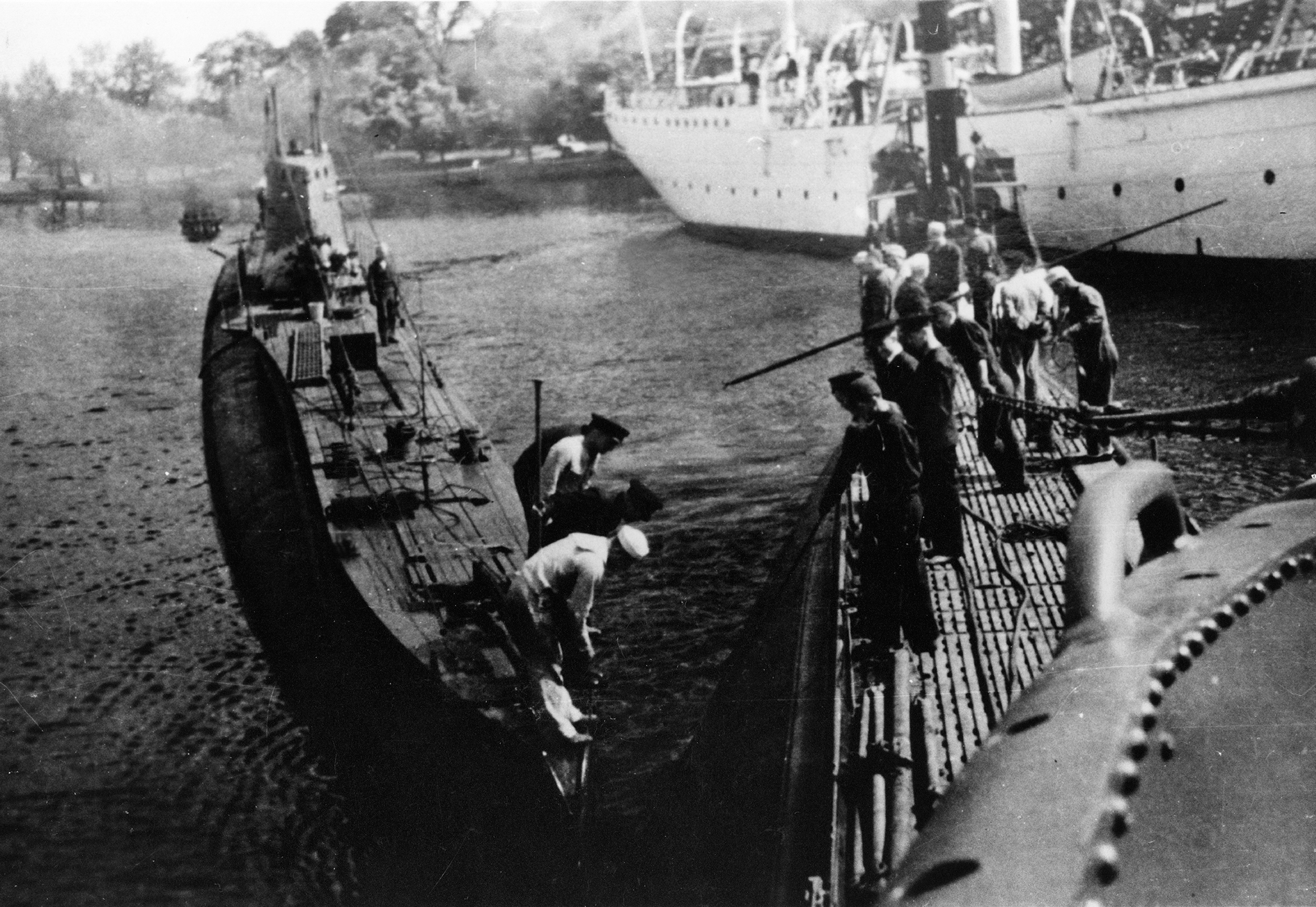
Ubåtarna flyttades in till Stockholm för att repareras i april 1940.